# 남아시아 축구 연맹 선수권 대회
남아시아 축구 연맹 선수권 대회 혹은 SAFF 챔피언십(영어: SAFF Championship, 벵골어: সাফ চ্যাম্পিয়নশিপ, 말라얄람어: സൗത്ത് ഏഷ്യൻ ഫുട്ബോൾ ചാമ്പ്യൻഷിപ്പ്, 네팔어: साफ च्याम्पियनसिप)은 남아시아 축구 연맹(SAFF)에 가맹한 축구 협회(연맹)의 남자 축구 국가대표팀이 참가하는 국제 축구 대회로 이 대회는 1993년에 설립되었으며 동일한 성격의 여자부 대회로 SAFF 여자 챔피언십이 있다.

## 역대 대회 결과
SAFF 챔피언십에서 정상에 오른 나라는 인도와 스리랑카, 방글라데시, 몰디브, 아프가니스탄이며 특히 인도는 총 7번 우승컵을 들어올렸고 뒤이어 몰디브는 2번, 스리랑카, 방글라데시, 아프가니스탄은 1번씩 남아시아 챔피언에 등극하였다.
| 연도/회차       | 개최국          | 우승         | 점수              | 준우승       | 3위                            | 점수                           | 4위                            |
| --------------- | --------------- | ------------ | ----------------- | ------------ | ------------------------------ | ------------------------------ | ------------------------------ |
| 1993년 (제1회)  | 파키스탄        | 인도         | 리그전            | 스리랑카     | 네팔                           | 리그전                         | 파키스탄                       |
| 1995년 (제2회)  | 스리랑카        | 스리랑카     | 1 - 0             | 인도         | 네팔 & 방글라데시 공동 3위     | 네팔 & 방글라데시 공동 3위     | 네팔 & 방글라데시 공동 3위     |
| 1997년 (제3회)  | 네팔            | 인도         | 5 - 1             | 몰디브       | 파키스탄                       | 1 - 0                          | 스리랑카                       |
| 1999년 (제4회)  | 인도            | 인도         | 2 - 0             | 방글라데시   | 몰디브                         | 2 - 0                          | 네팔                           |
| 2003년 (제5회)  | 방글라데시      | 방글라데시   | 1 - 1 (PSO 5 - 3) | 몰디브       | 인도                           | 2 - 1                          | 파키스탄                       |
| 2005년 (제6회)  | 파키스탄        | 인도         | 2 - 0             | 방글라데시   | 몰디브 & 파키스탄 공동 3위     | 몰디브 & 파키스탄 공동 3위     | 몰디브 & 파키스탄 공동 3위     |
| 2008년 (제7회)  | 몰디브 스리랑카 | 몰디브       | 1 - 0             | 인도         | 부탄 & 스리랑카 공동 3위       | 부탄 & 스리랑카 공동 3위       | 부탄 & 스리랑카 공동 3위       |
| 2009년 (제8회)  | 방글라데시      | 인도         | 0 - 0 (PSO 3 - 1) | 몰디브       | 방글라데시 & 스리랑카 공동 3위 | 방글라데시 & 스리랑카 공동 3위 | 방글라데시 & 스리랑카 공동 3위 |
| 2011년 (제9회)  | 인도            | 인도         | 4 - 0             | 아프가니스탄 | 네팔 & 몰디브 공동 3위         | 네팔 & 몰디브 공동 3위         | 네팔 & 몰디브 공동 3위         |
| 2013년 (제10회) | 네팔            | 아프가니스탄 | 2 - 0             | 인도         | 네팔 & 몰디브 공동 3위         | 네팔 & 몰디브 공동 3위         | 네팔 & 몰디브 공동 3위         |
| 2015년 (제11회) | 인도            | 인도         | 2 - 1 (a.e.t.)    | 아프가니스탄 | 몰디브 & 스리랑카 공동 3위     | 몰디브 & 스리랑카 공동 3위     | 몰디브 & 스리랑카 공동 3위     |
| 2018년 (제12회) | 방글라데시      | 몰디브       | 2 - 1             | 인도         | 네팔 & 파키스탄 공동 3위       | 네팔 & 파키스탄 공동 3위       | 네팔 & 파키스탄 공동 3위       |
| 2021년 (제13회) | 몰디브          | 인도         | 3 - 0             | 네팔         | 몰디브                         | RR                             | 방글라데시                     |
| 2023년 (제14회) | 인도            | 인도         | 1 - 1 (PSO 5 - 4) | 쿠웨이트     | 방글라데시 & 레바논 공동 3위   | 방글라데시 & 레바논 공동 3위   | 방글라데시 & 레바논 공동 3위   |
| 2026년 (제15회) |                 |              |                   |              |                                |                                |                                |

## 국가별 참가 기록
| - 우승 - 준우승 - 3위 - 4위 | - 개최국 - † 초청국 |  |  |  |  |

| 대회국가     | 1993년 | 1995년 | 1997년 | 1999년 | 2003년 | 2005년 | 2008년 | 2009년 | 2011년 | 2013년 | 2015년 | 2018년 | 2021년 | 2023년 | 2026년 |
| ------------ | ------ | ------ | ------ | ------ | ------ | ------ | ------ | ------ | ------ | ------ | ------ | ------ | ------ | ------ | ------ |
| 네팔         | 3위    | =3위   | 6위    | 4위    | 6위    | 5위    | 5위    | 6위    | =3위   | =3위   | 6위    | =3위   | 준우승 |        |        |
| 몰디브       | ×      | ×      | 준우승 | 3위    | 준우승 | =3위   | 우승   | 준우승 | =3위   | =3위   | =3위   | 우승   | 3위    |        |        |
| 방글라데시   | ×      | =3위   | 5위    | 준우승 | 우승   | 준우승 | 6위    | =3위   | 7위    | 7위    | 5위    | 5위    | 4위    | =3위   |        |
| 부탄         | ×      | ×      | ×      | ×      | 8위    | 8위    | =3위   | 8위    | 8위    | 8위    | 7위    | 7위    | ?      |        |        |
| 스리랑카     | 준우승 | 우승   | 4위    | 5위    | 5위    | 7위    | =3위   | =3위   | 6위    | 6위    | =3위   | 6위    | ?      |        |        |
| 아프가니스탄 | ×      | ×      | ×      | ×      | 7위    | 6위    | 7위    | 7위    | 준우승 | 우승   | 준우승 | ×      | ×      |        |        |
| 인도         | 우승   | 준우승 | 우승   | 우승   | 3위    | 우승   | 준우승 | 우승   | 우승   | 준우승 | 우승   | 준우승 | 우승   | 우승   |        |
| 파키스탄     | 4위    | 5위    | 3위    | 6위    | 4위    | =3위   | 8위    | 5위    | 5위    | 5위    | ×      | =3위   | ο      |        |        |

## 국가별 통산 성적
남아시아 선수권에서의 국가별 통산 성적은 다음과 같다.
- 순위 기준: 승점 > 진출 횟수 > 최고 성적 > 골득실 > 다득점 > 승자승.
- 2018년 남아시아 축구 선수권 대회까지의 결과를 포함한다.

| 순위 | 국가         | 진출 횟수 | 경기 | 승 | 무 | 패 | 득점 | 실점 | 득실차 | 승점 | 최고 성적 |
| ---- | ------------ | --------- | ---- | -- | -- | -- | ---- | ---- | ------ | ---- | --------- |
| 1    | 인도         | 12회      | 50   | 32 | 10 | 8  | 92   | 34   | +58    | 106  | 우승 (7)  |
| 2    | 몰디브       | 10회      | 43   | 22 | 11 | 10 | 91   | 44   | +47    | 77   | 우승 (2)  |
| 3    | 방글라데시   | 11회      | 38   | 15 | 10 | 13 | 43   | 38   | +5     | 55   | 우승 (1)  |
| 4    | 스리랑카     | 12회      | 37   | 13 | 6  | 18 | 46   | 60   | −14    | 45   | 우승 (1)  |
| 5    | 파키스탄     | 11회      | 36   | 12 | 8  | 16 | 32   | 42   | −10    | 44   | 3위 (3)   |
| 6    | 아프가니스탄 | 7회       | 27   | 12 | 4  | 11 | 48   | 42   | +6     | 40   | 우승 (1)  |
| 7    | 네팔         | 12회      | 38   | 11 | 6  | 21 | 44   | 56   | −12    | 39   | 3위 (5)   |
| 8    | 부탄         | 8회       | 24   | 1  | 1  | 22 | 13   | 93   | −80    | 4    | 3위 (1)   |

## 같이 보기
아시아의 5대 지역 축구 선수권 대회
- 남아시아 축구 연맹(SAFF): 남아시아 축구 연맹 선수권 대회 / 남아시아 축구 연맹 여자 선수권 대회
- 동아시아 축구 연맹(EAFF): EAFF E-1 풋볼 챔피언십 / EAFF E-1 풋볼 챔피언십 (여자부)
- 서아시아 축구 연맹(WAFF): 서아시아 축구 연맹 선수권 대회 / 서아시아 축구 연맹 여자 선수권 대회
- 동남아시아 축구 연맹(AFF): 동남아시아 축구 연맹 선수권 대회 / 동남아시아 축구 연맹 여자 선수권 대회
- 중앙아시아 축구 연맹(CAFA): CAFA 네이션스컵 / 중앙아시아 축구 연맹 여자 선수권 대회